# 林天明
林天明（？—？），福建闽侯人，中华民国政治人物。
林天明于民国32年（1943年）2月接替毛皋坤担任霞浦县县长，翌年6月离任，由戴启熊接任。